# 東北動物看護学院
専門学校東北動物看護学院（せんもんがっこうとうほくどうぶつかんごがくいん）は、宮城県仙台市泉区高玉町に位置する企業（動物病院）立の動物看護師専門の養成校。
仙都動物病院院長の茂木国男が、実際の動物医療現場で即戦力となる動物看護師の育成を目的として1998年4月に宮城県仙台市泉区泉中央に開校した。
2006年に現在の仙台市泉区高玉町に移転し、仙台市青葉区北根にあった仙都動物病院も同敷地内に移設された。
2013年12月に宮城県の認可を受け学校法人仙都学園を設立、2014年4月に校名を専門学校東北動物看護学院と変更した。

## 設置学科
- 愛玩動物看護学科（修業年限3年）

## 取得可能資格
- 愛玩動物看護師
- トリマー（協同組合ペットサービスグループ）
- しつけ訓練指導士（協同組合ペットサービスグループ）
- 愛玩動物飼養管理士（公益社団法人日本愛玩動物協会） 等

## 所在地
- 〒981-3116 宮城県仙台市泉区高玉町8-12